# Pilea delicatula
Pilea delicatula är en nässelväxtart som beskrevs av Ellsworth Paine Killip. Pilea delicatula ingår i släktet pileor, och familjen nässelväxter. Inga underarter finns listade i Catalogue of Life.